# جورج مسرة
جورج مسرة (بين 1880 و1885 - 1942) هو شاعر وصحفي لبناني مهجري. أسس جريدة «باريس» في فرنسا في 1908 وأصدر منها 34 عددا. وهاجر إلى البرازيل فأصدر  جريدة «الجالية» في بوينس آيرس بين 1910 و1913 ومجلة «البرازيل المصورة» في سان باولو بين 1915 و1935 ومجلة «المصور» بين 1936 و1940 بالعربية والبرتغالية. وله ديوان «ينبوع الدموع» لم ينشر ويحتوي على قصائد ومقالات في الرثاء. وألف كتاب «مباحث لغوية» وترجم أربعة كتب إلى العربية. وهو من مؤسسي «الجبهة الوطنية السورية».

## النشأة والمسيرة
ولد جورج بن نقولا مسَرّة في لبنان بين 1880 و1885. ودرس في لبنان وعمل بالتجارة وهاجر إلى باريس في 1908 أين أصدر مع شقيقه إلياس جريدة «باريس»ونشر منها 34 عددا. ثم هاجر إلى البرازيل وأسس جريدة «الجالية» في بوينس آيرس والتي صدرت بين 1910 و1913، وأصدر مجلة «البرازيل المصورة» في سان باولو بين 1915 و1935 ومجلة «المصور» بين 1936 و1940 بالعربية والبرتغالية. واشتغل محررا في جريدة «البوردون» الفرنسية في سان باولو. ونشر مقالات في دوريات «أبوالهول» و«المناظر» و«فتى لبنان» و«الرائد» و«الأفكار» و«الرابطة» و«كوردوبا» و«الشرق». وعمل محررا في القسم العربي لجريدة «نوليا دان مانيان». وشارك في تأسيس «الجبهة الوطنية السورية».
له ديوان غير مطبوع «ينبوع الدموع» يتضمن قصائد ومقالات في باب الرثاء. وأصدر كتاب «مباحث لغوية». ونشر قصائده في عدة صحف ومجلات منها «مجلة الشرق» و«مجلة السيدات والرجال». ونشر مقالة «ذكرى الأخ الحبيب الخالد» في «مجلة السيدات والرجال» وهي رثاء لفرح أنطون. ونشر أبحاثا لغوية في مجلة «العصبة» التي صدرت عن العصبة الأندلسية. وترجم عدة كتب من بينها «أحمد الجزار: منشأه وأعماله ونوادره في مصر وسوريا وحروبه ضد نابليون بونابرت» لإدوارد لوكروي عن مطبعة جريدة البرازيل في سان باولو في 1924 و«حياتنا الاجتماعية» و«المسألة الشرقية أو تركيا في مئة سنة» و«لا: مجموعة وصايا تتعلق بالحفلات والزيارات والاجتماعات» الذي ترجمه عن الإنجليزية في 1937. ويحتفي في قصائده بأصدقائه ويرثي الأعلام والكتاب، إذ كتب قصيدة احتفى فيها بعقل الجر. ويلتزم في شعره بقواعد اللغة وبمفردات المعاجم مما جعل تعبيره جافا حسب بعض النقاد. وتوفي في 1942.

## أعماله
- ينبوع الدموع (شعر ومقالات في الرثاء) (لم ينشر)
- مباحث لغوية
- أحمد الجزار: منشأه وأعماله ونوادره في مصر وسوريا وحروبه ضد نابليون بونابرت، مطبعة جريدة البرازيل - سان باولو، 1924 (ترجمة عن إدوارد لوكروي)
- حياتنا الاجتماعية (ترجمة)
- المسألة الشرقية أو تركيا في مئة سنة (ترجمة)
- لا: مجموعة وصايا تتعلق بالحفلات والزيارات والاجتماعات، 1937 (ترجمة عن الإنجليزية)

## بيبليوغرافيا
- يوسف صقر: جورج مسرة ثلث قرن في خدمة الصحافة والأدب في المهجر - مجلة الكفاح العربي - 5 نوفمبر 1984